# João Manuel Cardoso de Mello
João Manuel Cardoso de Mello (São Paulo, 1942) é um professor universitário e economista brasileiro descendente de portugueses. É autor de um clássico do pensamento econômico brasileiro, o livro O Capitalismo Tardio publicado pela Editora Brasiliense em 1982. Graduou-se em Direito em 1965 e mais tarde doutorou-se em Ciências Sociais na Universidade Estadual de Campinas (Unicamp). Após passar por um curso do BNDE-CEPAL, começou a trabalhar no Banco Mercantil. No entanto, convidado por Zeferino Vaz, abandonou seu emprego para ser docente da UNICAMP e um dos fundadores do Instituto de Filosofia e Ciências Humanas da UNICAMP. Lá, em 1980, defendeu a tese sobre a história do Brasil: O Capitalismo Tardio. Foi assessor especial de Dílson Funaro no Ministério da Fazenda de 1985 a 1987, quando foi um dos idealizadores do Plano Cruzado.
Em 1998 foi orientador de doutorado de Dilma Rousseff. Em 1999 compôs a equipe de professores que fundaram a Faculdades de Campinas (FACAMP), onde é diretor geral.